# Rhizospalax poirrieri
Il rizospalace (Rhizospalax poirrieri) è un mammifero roditore estinto, appartenente ai castorimorfi. Visse nell'Oligocene superiore (circa 28 - 24 milioni di anni fa) e i suoi resti fossili sono stati ritrovati in Europa.

## Descrizione
Questo animale doveva assomigliare a un attuale spalace (gen. Spalax) o a un ratto dei bambù (gen. Rhizomys), ma probabilmente non era strettamente imparentato a questi roditori. Rhizospalax era caratterizzato da denti mascellari molto corti, con una prima sinclinale molto ridotta o fusa con la seconda sinclinale; la terza e la quarta sinclinale erano spesso fuse fra loro. I denti mandibolari erano dotati di tre sinclinali interne, con la terza che rimaneva aperta nel bordo interno della corona. Molari e premolari, in generale, presentano particolarità e diversità fra loro che non sono riconducibili solo a differenti gradi di usura, ma anche a una eccezionale variabilità.
Per quanto riguarda lo scheletro postcranico, Rhizospalax era caratterizzato da un omero dotato di un foro subcondilare; non vi era fusione tra tibia e perone. 

## Classificazione
Rhizospalax poirrieri venne descritto per la prima volta da Miller e Gidley nel 1919, sulla base di resti fossili ritrovati in Francia. Altri fossili sono stati ritrovati successivamente in Germania e in Svizzera. La classificazione di questo roditore è stata a lungo incerta: inizialmente è stato avvicinato alla famiglia degli Spalacidae, i ratti-talpa, e in particolare sono state riscontrate somiglianze con i ratti dei bambù (gen. Rhizomys). Successivamente sono state indicate parentele con i cricetidi e infine con i Castorimorpha; attualmente quest'ultima interpretazione è generalmente accettata, e Rhizospalax è incluso in una famiglia a sé stante (Rhizospalacidae) considerata vicina all'origine dei Castoridae.